# Georg von Bruchwitz
Georg von Bruchwitz, auch Georg von Brauchitsch (* Mai 1517 in Oberau bei Lüben, Niederschlesien; † 27. November 1605 in Neudorf bei Nimptsch, Niederschlesien) war Pommerscher Rat in Stettin beim Herzog Johann Friedrich (Pommern). Von Bruchwitz hatte das evangelische Bekenntnis. In dem Buch über die Geschichte Lübens, heute Lubin wurde der Pommersche Rat als ein Wohltäter der Kirche bezeichnet. In einem Buch über die Kunstdenkmäler der Provinz Schlesien wurde über die ehemalige Marienkirche, heute „Kirche der lieben Frau von Tschenstochau“ geschrieben, dass es in der Kirche ein Sakramentshaus gibt, in dem unter anderem Grabsteine mit Figuren von Verstorbenen Persönlichkeiten der Stadt zu sehen sind. Auch für Georg von Bruchwitz, seinerzeit wohl mit dem Nachnamen „von Brauchitz“, wurde ein solches figurales Grabmal errichtet.

## Leben
Bruchwitz entstammte dem schlesischen Uradel derer von Brauchitsch. Er war ein Sohn des Hieronymus von Brauchitsch († 1539, Oberau, Niederschlesien) und der Hedwig, geborene von Dornheim († 1558).
Als Herzoglich Pommerscher Rat stand Georg von Bruchwitz in Diensten des Herzogs Johann Friedrich (Pommern). In einer Korrespondenz aus dem Jahr 1587 mit dem pommerschen Herzog gebraucht Bruchwitz als Unterschrift auch den Namen „Brauchwitz“.
Im Februar 1598 war von Bruchwitz Teilnehmer bei der Trauerfeier des Kurfürsten Johann Georg von Brandenburg (1525–1598). Beim Trauerzug begleitete von Bruchwitz zusammen mit dem Pommerschen Rat Wilhelm von Kleist die Prinzessin Katharina Ursula von Sachsen-Lauenburg (1580–1611).
Am 17. Februar 1600 nahm Georg von Bruchwitz in der Schloßkirche von Stettin an der Trauerfeier des Herzogs von Pommern Johann Friedrich teil.

## Familie
Georg von Bruchwitz war das sechste von insgesamt sieben Kindern der Eheleute Hieronymus von Brauchitsch und Hedwig von Dornheim. Die erste Ehefrau des Georg von Bruchwitz ist namentlich nicht bekannt. Im hohen Alter, nach dem Jahr 1591, heiratete Von Bruchwitz die Witwe Barbara von Sebottendorf, geborene von Bielitz (1550–1621).
Ein Sohn des Georg von Bruchwitz war Johann (Jan) von Brauchitsch, der im Jahr 1626 das Gut Wojska, heute Wojska (Tworóg) im Powiat Tarnogórski in Oberschlesien gekauft hatte. Er starb im Jahr 1630.
Von Bruchwitz, der in Niederschlesien unter dem Namen „Von Brauchitsch“ bekannt war, hatte sechs Geschwister. Eine Schwester Judith, geborene von Brauchitsch, gestorben 1560, war mit Tristmann von Falkenhayn († 1592) verheiratet. Der Bruder Abraham, verheiratet mit einer geborenen von Rothkirch, starb nach seiner Rückkehr aus dem ungarischen Krieg im Jahr 1567. Georgs Bruder Aßmann aus Ober-Gläserdorf († 26. Februar 1585) war verheiratet mit Margarethe Elisabeth von Axleben. Die Schwester Hedwig († 1. Januar 1582) hatte Adam von Wandritsch geheiratet. Margaretha († 1576) hatte Friedrich von Schkopp (den Älteren) aus Gläserdorf in Niederschlesien geheiratet und der Bruder Hieronymus († 17. September 1605) war mit Dorothea von Berg († 14. September 1607) verheiratet. Georgs Bruder Hieronymus starb am 17. September 1605 in Obergläserdorf in Niederschlesien.